# Die Fantastischen Vier
Die Fantastischen Vier, aussi connu sous le surnom de Fanta 4, est un groupe de hip-hop allemand, originaire de Stuttgart. Le groupe compte plus de six millions d'albums vendus.

## Biographie

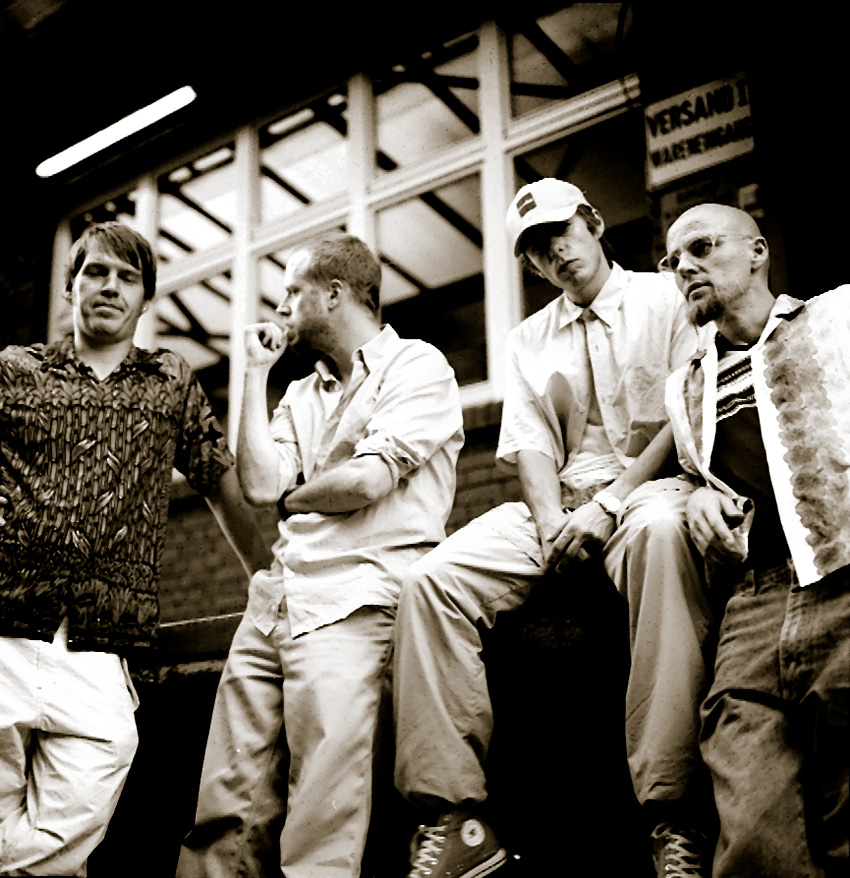
Fanta 4 en 1999.

Le groupe est formé en 1986 sous les noms de Die Zwielichtigen Zwei et Terminal Team. En 1989, le groupe adopte le nom de Die Fantastischen Vier. Les quatre membres sont Andreas Rieke (alias And.Ypsilon), Michael Bernd Schmidt (Smudo), Thomas Dürr (Hausmeister (janitor)), Michael « Michi » Beck (Dee Jot Hausmarke). Ils font partie des pionniers du rap germanophones. En effet, même si avant eux des groupes comme Advanced Chemistry (de Heidelberg) avaient déjà commencé à rapper en allemand, ce sont les Fanta4 qui ont rendu ce style populaire grâce à leur succès. En 1992, un de leurs premiers singles, Die Da?! rencontre un grand succès, se plaçant pendant plusieurs semaines en tête des meilleures ventes. Il est le premier groupe de hip-hop à atteindre les classements allemands.
Après un voyage à Los Angeles à la fin des années 1980, ils se rendent compte du manque de point commun entre les rappeurs noirs américains et ceux blancs allemands. Ils décident donc de s'éloigner au maximum des clichés du gangsta rap américain. Leurs chansons, souvent drôles voire ironiques, se distinguent par des textes facile à comprendre, loin de toute revendication politique. Les titres Tag am Meer, Der Picknicker, MFG ou encore Sie ist weg sont entrés dans la conscience collective des allemands. En 1996, ils créent le label Four Music, qui va produire plusieurs grands noms du rap et du reggae allemand, dont Gentleman et Freundeskreis, mais aussi Sens Unik, le mythique groupe de rap suisse avec qui ils signeront le featuring Original.
À la fin de septembre 2004, Die Fantastischen Vier publient l'album Viel. En 2005, le best-of des Fanta 4 est publié et contient plusieurs chansons inédites. Le 7 avril 2007, Fornika est publié, précédé par le single Ernten was wir sehen. 
Ils effectuent également une tournée A Tribute to Die Fantastischen Vier célébrant leur vingtième années d'existence. En mai 2010, ils publient l'album Für dich immer noch Fanta Sie. Le morceau Gebt uns ruhig die Schuld (den Rest könnt ihr behalten) est sorti au préalable. Deux mois plus tard, l'album compte 100 000 exemplaires vendus et est certifié disque d'or. Le 28 septembre 2010, le groupe donne un concert en live Die Fantastischen Vier diffusé en direct et en 3D dans plusieurs salles de cinéma à travers l'Allemagne, l'Autriche et la Suisse,. En octobre 2014, ils publient l'album Rekord.

## Discographie

### Albums studio
- 1991 : Jetzt gehts ab!
- 1992 : Vier gewinnt
- 1993 : Die 4. Dimension
- 1995 : Lauschgift
- 1996 : Live und direkt (double CD)
- 1999 : 4:99
- 2001 : MTV Unplugged
- 2003 : Live in Stuttgart (Unplugged)
- 2004 : VIEL
- 2007 : Fornika
- 2009 : HEIMSPIEL
- 2010 : Für Dich Immer Noch Fanta Sie
- 2014 : Rekord

### Singles
- 1991 : Hausmeister Thomas D
- 1991 : Mikrofonprofessor Smudo
- 1992 : Hausmeister Thomas d '92
- 1992 : Die Da
- 1992 : Saft
- 1992 : Lass die Sonne rein
- 1993 : Zu geil für diese Welt
- 1994 : Tag am Meer
- 1995 : Sie ist weg
- 1996 : Populär
- 1996 : Nur in Deinem Kopf
- 1996 : Raus
- 1997 : Der Picknicker
- 1999 : MfG
- 1999 : Le Smou
- 1999 : Michi Beck in Hell
- 1999 : Buenos Dias Messias
- 2000 : Tag am Meer unplugged
- 2001 : Sie ist weg unplugged
- 2004 : TROY
- 2004 : Leben zu zweit
- 2007 : Ernten was wir säen
- 2007 : Einfach Sein
- 2010 : Gebt uns Ruhig die Schuld (Den Rest Könnt Ihr Behalten)

## Filmographie
- 1997 : Nur für erwachsenen - VHS
- 2001 : Was geht - Die Fantastischen Vier
- 2001 : MTV Unplugged